# Tara Buck
Pour les articles homonymes, voir Buck.
Tara Buck (née le 16 mars 1975) est une actrice américaine de cinéma, de théâtre et de télévision. Elle est connue pour ses rôles dans True Blood, Ray Donovan et La Vie à cinq.

## Jeunesse
Tara Buck a fréquenté la Wood River High School à Hailey (Idaho), où elle peut jouer ses premiers rôles dans les productions théâtrales de son école. Plus tard, elle déménage à Los Angeles pour aller étudier à l'American Academy of Dramatic Arts. Peu de temps après avoir obtenu son diplôme, l'actrice décroche son premier rôle à la télévision dans la série La Vie à cinq.

## Carrière

### Théâtre
Tara Buck joue dans de nombreuses pièces de théâtre, notamment dans la pièce gagnante d'un prix Pulitzer, écrite par Paula Vogel en 2010 et intitulée How I Learned To Drive et dans la première représentation sur la côte ouest de la pièce Ten Cent Night, écrite par Marisa Wegrzyn en 2009. Elle est nommée pour un prix Ovation pour sa performance dans A Gift From Heaven en 2004.

### Télévision
À la télévision, Tara Buck est connue pour le rôle récurrent de Ginger dans la série HBO True Blood. Elle apparaît dans la série de 2008 à 2014 et est promue en régulière pour la septième et dernière saison.
En 2008, l'actrice a également terminé un essai d'un drame sur le thème de la moto pour HBO, intitulé 1%, réalisé par Alan Taylor et écrit par Michael Tolkin. La série n'est finalement pas diffusée sur HBO en raison de conflits créatifs avec le fondateur des Hells Angels.
Elle a fait des apparitions dans différentes séries : Bones, X-Files, Esprits criminels, Justified, Cold Case, Nip/Tuck, The Shield, Southland, The Closer et Bloodline.
En 2016 et 2017, Tara Buck revient lors des quatrième et cinquième saisons de la série de Showtime de Ray Donovan avec Liev Schreiber. Elle y joue la policière Maureen Dougherty du LAPD et la compagne de Terry Donovan (joué par Eddie Marsan),. Les deux personnages se sont d'ailleurs mariés dans l'épisode 2 de la saison 5, intitulé "Las Vegas".
En 2018, l'actrice a incarné le personnage de Madeline Locarno, rôle principal de l'épisode pilote de l'émission For The People, diffusée sur ABC et produite par Shondaland.

### Film
Tara Buck tourne dans le thriller La Mort en sursis en 2013, un film basé sur le livre Boot Tracks.
L'actrice apparaît dans plusieurs longs métrages indépendants en 2014, dont le film dramatique américano-italo-mexicain Medeas, réalisé par Andrea Pallaoro et avec Catalina Sandino Moreno. Le film est présenté en première au 70e Mostra de Venise, et est apprécié des critiques. Elle joue également dans le film d'horreur At the Devil's Door, avec Naya Rivera, présenté en première au festival du film South by Southwest (SXSW) en 2014.
Tara Buck a le premier rôle dans le film Great Plains, sorti en 2016, du réalisateur Blair Hayes et joue aussi dans la comédie produite par Netflix et réalisée par Judd Apatow, Pee-Wee's Big Holiday.
En 2016 elle joue dans A Mother's Escape pour la chaîne Lifetime.
En 2017, l'actrice incarne le rôle principal du film de Son of Perdition, qu'elle a également produit, un drame historique se déroulant à la période du début de l'instauration de la frontière américaine, film écrit et réalisé par Trevor Riley.
Buck a un rôle secondaire dans le thriller policier Inherit The Viper, avec Josh Hartnett. Le film est présenté en première mondiale au Festival de Zurich en 2019 et est diffusé à l'international par la compagnie Lionsgate au début de l'année 2020.

## Vie privée
Tara Buck épouse le chanteur et compositeur Chris Pierce en 2012.
L'actrice est une féministe dotée d'un franc-parler et est une conférencière invitée pour différents événements qui abordent les problèmes des inégalités entre les sexes, comme à la Conversations With Exceptional Women, une conférence annuelle réunissant des femmes talentueuses de tous les domaines professionnels pour discuter des questions et des préoccupations liées aux femmes et à leur place dans la société,. Dans cette optique, Tara Buck a fondé sa propre société de production nommée She & I Productions. La société, basée à Los Angeles, est une société de production de films et de télévision axée sur le contenu féminin et a pour mission de favoriser l'autonomisation des femmes devant et derrière la caméra.
Tara Buck et son mari sont copropriétaires d'un label de vin appelé Ledbetter. Ledbetter Wines est proposé dans de nombreux restaurants californiens.

## Filmographie

### Télévision
| Année     | Titre                                   | Rôle                             | Remarques    |
| --------- | --------------------------------------- | -------------------------------- | ------------ |
| 1999      | La Vie à cinq                           | Ricki (en tant que Tara L. Buck) | 2 épisodes   |
| 2000      | X-Files : Aux frontières du réel        | Blueberry                        | 1 épisode    |
| 2000      | Sabrina, l'apprentie sorcière           | Nancy                            | 1 épisode    |
| 2002      | Division d'élite                        | Aurora                           | 1 épisode    |
| 2003      | Sans laisser de trace                   | Julie                            | 1 épisode    |
| 2003      | JAG                                     | Traductrice de la police         | 1 épisode    |
| 2004      | Six Feet Under                          | la fille avec Edie               | 1 épisode    |
| 2004      | NCIS : Enquêtes spéciales               | P.O. Debra Marshall              | 1 épisode    |
| 2005      | The Shield                              | Susan Gary                       | 1 épisode    |
| 2005      | La vie avant tout                       | Josie Weaver                     | 1 épisode    |
| 2005      | Nip/Tuck                                | Rhea Reynolds                    | 2 épisodes   |
| 2006      | The Closer : L.A. enquêtes prioritaires | Ginnifer Rawley                  | 1 épisode    |
| 2006      | Affaire classée                         | Kylie                            | 1 épisode    |
| 2008      | 1%                                      | Kimmy                            | non diffusée |
| 2009      | Bones                                   | Valerie Daniels                  | 1 épisode    |
| 2010      | The Whole Truth                         | Melissa Derrico                  | 1 épisode    |
| 2011      | Suspect numéro un New York              | Kasey Monrad                     | 1 épisode    |
| 2011      | Southland                               | Denise                           | 1 épisode    |
| 2011      | Justified                               | Sally Peener                     | 2 épisodes   |
| 2012      | True Blood: Jessica's Blog              | Gingembre                        | 2 épisodes   |
| 2013      | Esprits criminels                       | Hannah Johnson                   | 1 épisode    |
| 2014      | Longmire                                | Phoebe Greene                    | 1 épisode    |
| 2008-2014 | True Blood                              | Ginger                           | 24 épisodes  |
| 2015      | Backstrom                               | Arianna Fitch                    | 1 épisode    |
| 2016-2017 | Ray Donovan                             | Maureen Dougherty                | 9 épisodes   |
| 2017      | Bloodline                               | Lannie                           | 1 épisode    |
| 2018      | For The People                          | Madeline Locarno                 | 1 épisode    |

### Films
| Année | Titre                                    | Rôle               | Remarques                     |
| ----- | ---------------------------------------- | ------------------ | ----------------------------- |
| 1999  | Thinking Positive de Daniel Kopec        | Sara               | court métrage                 |
| 2010  | The Grind de Jhon Doria                  | Krisi              |                               |
| 2010  | 2nd Take de John Suits                   | Evelyn             |                               |
| 2012  | K-11 de Jules Stewart                    | Cristal            |                               |
| 2012  | La mort en sursis de David Jacobson      | Maîtresse blonde   |                               |
| 2014  | Medeas d'Andrea Pallaoro                 | Ada                |                               |
| 2014  | At the Devil's Door de Nicholas McCarthy | Yolanda            |                               |
| 2016  | Great Plains de Blair Hayes              | Murel              |                               |
| 2016  | Pee-wee's Big Holiday de John Lee        | Beverly            |                               |
| 2017  | Son of Perdition                         | Kristine Tullamore | Également producteur exécutif |
| 2019  | Inherit The Viper d'Anthony Jerjen       | Eliza              |                               |

## Récompenses et nominations
| Année | Organisation | Catégorie                             | Œuvre nommée       | Résultat   |
| ----- | ------------ | ------------------------------------- | ------------------ | ---------- |
| 2004  | Prix Ovation | Meilleure actrice dans un second rôle | A Gift from Heaven | Nomination |